# Александер Дом
Александер Дом (25 квітня 1997 , Руселаре, Фламандський регіон ) — бельгійський легкоатлет, що спеціалізується на спринті, призер чемпіонату світу, чемпіон світу в приміщенні.

## Виступи на основних міжнародних змаганнях
| Рік                 | Змагання                      | Місце проведення    | Місце               | Дисципліна                    | Результат           | Примітки            |
| Представник Бельгія | Представник Бельгія           | Представник Бельгія | Представник Бельгія | Представник Бельгія           | Представник Бельгія | Представник Бельгія |
| ------------------- | ----------------------------- | ------------------- | ------------------- | ----------------------------- | ------------------- | ------------------- |
| 2016                | Чемпіонат світу серед юніорів | Бидгощ, Польща      | 11 (з.)             | естафета 4×400 метрів         | 3:10.78             |                     |
| 2017                | Чемпіонат Європи серед молоді | Бидгощ, Польща      | 29 (з.)             | біг на 400 метрів             | 48.52               |                     |
| 2017                | Чемпіонат Європи серед молоді | Бидгощ, Польща      | 5                   | естафета 4×400 метрів         | 3:06.45             |                     |
| 2019                | Чемпіонат Європи серед молоді | Євле, Швеція        | 7 (з.)              | біг на 400 метрів             | 47.39               | [ 2 ]               |
| 2019                | Чемпіонат Європи серед молоді | Євле, Швеція        | 6 (з.)              | естафета 4×400 метрів         | 3:07.43             | [ 3 ]               |
| 2021                | Чемпіонат Європи в приміщенні | Торунь, Польща      | 20 (з.)             | біг на 400 метрів             | 47.18               |                     |
| 2021                | Чемпіонат Європи в приміщенні | Торунь, Польща      | 4                   | естафета 4×400 метрів         | 3:06.96             |                     |
| 2021                | Олімпійські ігри              | Токіо, Японія       | 4                   | естафета 4×400 метрів         | 2:57.88             | NR                  |
| 2021                | Олімпійські ігри              | Токіо, Японія       | 7 (з.)              | змішана естафета 4×400 метрів | 3.12.75             | NR                  |
| 2022                | Чемпіонат світу в приміщенні  | Белград, Сербія     | 1                   | естафета 4×400 метрів         | 3:06.52             | SB                  |
| 2022                | Чемпіонат світу               | Юджин, США          | 19 (пф.)            | біг на 400 метрів             | 45.80               |                     |
| 2022                | Чемпіонат світу               | Юджин, США          | 3                   | естафета 4×400 метрів         | 2:58.72             |                     |
| 2022                | Чемпіонат світу               | Юджин, США          | 10 (з.)             | змішана естафета 4×400 метрів | 3.16.01             | SB                  |